# 安東春
安 東春（アン・ドンチュン、朝鮮語: 안동춘、1945年 - ）は、朝鮮民主主義人民共和国の作家、政治家。朝鮮労働党中央委員会委員候補、最高人民会議代議員。文化相、最高人民会議副議長、朝鮮文学芸術総同盟中央委員会委員長、朝鮮作家同盟中央委員会委員長などを歴任した。

## 経歴
1945年生まれ。1976年から金日成主席の業績などについての小説を執筆し、4.15文学創作団に参加した。2004年4月に4.15文学創作団副団長に任命され、2005年7月25日に開催された南北作家大会に参加し、韓国の作家と交流した。2007年に朝鮮作家同盟中央委員会委員長に任命され、2009年3月9日に実施された最高人民会議第12期代議員選挙で代議員に選出され、2010年1月14日に最高人民会議常任委員会から出された政令により文化相に転じた。2011年10月から朝鮮広報委員会委員長を兼任。
2010年9月28日に開催された朝鮮労働党第3回党代表者会で朝鮮労働党中央委員会委員に選出され、2011年12月17日に金正日総書記が死去した際には、国家葬儀委員会委員に選ばれた。2012年5月に文化相を解任され、7月には朝鮮文学芸術総同盟中央委員会委員長に転じた。
2014年3月9日に実施された最高人民会議第13期代議員選挙で代議員に再選され、4月9日に開催された最高人民会議第13期第1回会議で最高人民会議副議長に選出された。2016年5月9日に開催された朝鮮労働党第7次大会で朝鮮労働党中央委員会委員候補に再選された。2017年10月15日にロシアで開催された国際会議連盟総会に参加し、アメリカの政策を批判する演説を行った。2018年4月27日に訪朝したブラジル上院外交・国防委員会委員長で元ブラジル連邦共和国大統領のフェルナンド・コロール・デ・メロと会談し、両国の議会の関係発展について討議した。同年9月19日には韓国の文在寅大統領に随行して訪朝した、李海瓚・鄭東泳・李貞味の与野党幹部と金永南最高人民会議常任委員会委員長との会談に同席した。10月4日に平壌市で開催された「10・4宣言発表11周年記念民族統一大会」に韓国の趙明均統一部長官らと参加した。
2019年3月10日に実施された最高人民会議第14期代議員選挙で代議員に再選されたが、4月11日に開催された最高人民会議第14期第1回会議で最高人民会議副議長を退任した。

## 参考サイト
- 북한정보포털

| 先代金炳勳 | 朝鮮文学芸術総同盟中央委員会委員長2012年 - 2019年 | 次代金仁汎 |

| 先代姜能洙 | 文化相2010年 - 2012年 | 次代洪光淳 |